# Отран
Отран (фр. Autrans) — коммуна во Франции, находится в регионе Рона — Альпы. Департамент коммуны — Изер. Входит в состав кантона Фонтен-Веркор. Округ коммуны — Гренобль. Географически расположена в горном массиве Веркор.
В 1968 году Отран стал местом проведения соревнований по лыжному спорту, биатлону, двоеборью и прыжкам с малого трамплина в рамках Зимних Олимпийских игр в Гренобле.
Код INSEE коммуны — 38021. Население коммуны на 2012 год составляло 1628 человек. Населённый пункт находится на высоте от 1 005 до 1 711 метров над уровнем моря. Муниципалитет расположен на расстоянии около 480 км юго-восточнее Парижа, 85 км юго-восточнее Лиона, 15 км западнее Гренобля. Мэр коммуны — Тьери Гамо, мандат действует на протяжении 2014—2020 гг.
Динамика населения (INSEE):